# 마부산관박쥐
마부산관박쥐(Rhinolophus mabuensis)는 관박쥐과에 속하는 박쥐의 일종이다. 모잠비크의 토착종이다.

## 특징
중간 크기의 박쥐로 전완장은 66~69mm이다. 겉모습이 힐데브란트관박쥐와 아주 유사하다.

## 분포 및 서식지
모잠비크 북부에 제한적으로 분포한다. 해발 550m와 1,000m 사이의 산지와 아고산 숲에서 서식한다.